# 3. deild Wysp Owczych (2000)
W roku 2000 odbyła się 24. edycja 3. deild Wysp Owczych – trzeciej ligi piłki nożnej Wysp Owczych. W rozgrywkach brało udział 10 klubów z całego archipelagu. Klub z pierwszego miejsca awansował do 2. deild. W sezonie 2000 był to: Skála ÍF, trzeci zaś musiał rozegrać baraż o awans do ligi wyższej. B71 II Sandoy przegrał dwumecz z LÍF Leirvík i pozostał w 3. deild. Klub z ostatniego miejsca spadał do 4. deild, jednak w roku 2000 KÍ III Klaksvík pozostał w tabeli ligowej. Przedostatni klub uzyskiwał prawo do gry w barażach, które FS Vágar II wygrał z KÍ IV Klaksvík.

## Uczestnicy
| Uczestnicy 3. deild Wysp Owczych 1999                                                                         | Uczestnicy 3. deild Wysp Owczych 1999 | Uczestnicy 3. deild Wysp Owczych 1999 | Uczestnicy 3. deild Wysp Owczych 1999 |
| --- | ------------------------------------- | ------------------------------------- | ------------------------------------- |
| B68 II | B68 II Toftir                         | 2                                     |                                       |
| ÍF II | ÍF II Fuglafjørður                    | 3                                     |                                       |
| B71II | B71 II Sandoy                         | 4                                     |                                       |
| FSVII | FS II Vágar                           | 5                                     |                                       |
| VB II | VB II Vágur                           | 6                                     |                                       |
| TB II | TB II Tvøroyri                        | 7                                     |                                       |
| KÍ III | KÍ III Klaksvík                       | 8                                     |                                       |
| Spadek z 2. deild Wysp Owczych 1999                                                                           |                                       |                                       |                                       |
| SKÁ | Skála ÍF                              | 10                                    |                                       |
| Awans z 4. deild Wysp Owczych 1999                                                                            |                                       |                                       |                                       |
| AB | AB Argir                              |                                       |                                       |
| B36III | B36 III Tórshavn                      |                                       |                                       |
| Oznaczenia: - kolumna pierwsza – skróty nazw drużyn, - kolumna trzecia – miejsce zajęte w poprzednim sezonie. |                                       |                                       |                                       |

## Tabela ligowa
| Lp. | Drużyna            | M  | Z  | R | P  | Bramki | Bramki | Różn. | Pkt | Uwagi             |
| --- | ------------------ | -- | -- | - | -- | ------ | ------ | ----- | --- | ----------------- |
| 1   | Skála ÍF (M) (A)   | 18 | 12 | 2 | 4  | 70     | 35     | +35   | 38  | Awans do 2. deild |
| 2   | B36 III Tórshavn   | 18 | 10 | 3 | 5  | 49     | 26     | +23   | 33  |                   |
| 3   | B71 II Sandoy      | 18 | 11 | 0 | 7  | 59     | 46     | +13   | 33  | Baraże o 2. deild |
| 4   | AB Argir           | 18 | 10 | 2 | 6  | 77     | 44     | +33   | 32  |                   |
| 5   | VB II Vágur        | 18 | 10 | 1 | 7  | 52     | 46     | +6    | 31  |                   |
| 6   | B68 II Toftir      | 18 | 5  | 5 | 8  | 43     | 45     | −2    | 20  |                   |
| 7   | TB II Tvøroyri     | 18 | 6  | 2 | 10 | 47     | 56     | −9    | 20  |                   |
| 8   | ÍF II Fuglafjørður | 18 | 6  | 2 | 10 | 46     | 55     | −9    | 20  |                   |
| 9   | FS II Vágar (S)    | 18 | 5  | 2 | 11 | 48     | 68     | −20   | 17  | Baraże o 3. deild |
| 10  | KÍ III Klaksvík    | 18 | 5  | 1 | 12 | 42     | 112    | −70   | 16  |                   |

B36 III Tórshavn nie mógł awansować do wyższego poziomu rozgrywek, gdyż grał już tam B36 II Tórshavn. Miejsce w barażach uzyskał więc B71 II Sandoy.

### Baraże o 3. deild
| Drużyna 1                            | Wynik dwumeczu | Drużyna 2      | Pierwszy mecz | Drugi mecz |
| ------------------------------------ | -------------- | -------------- | ------------- | ---------- |
| FS II Vágar                          | 5-5            | KÍ IV Klaksvík | 3:4           | 2:1        |
| Po lewej gospodarz pierwszego meczu. |                |                |               |            |

| 30 września 2000                       | FS II Vágar                                                  | 3:4   | KÍ IV Klaksvík                                                                                        |                                       |
|                                        | Jack Johansen 15' · Hilmar Hansen 73' · Herning Simonsen 86' | (1:2) | 25' Kristian Suni Høgnesen · 30' Hans Michael í Mittúni · 55' Kristian Andreasen · 77' Jonhard Larsen | Sędzia: Petur Skarðenni (LÍF Leirvík) |
| Elfinn Ørvarodd 75' · Ingi Joensen 83' | 18' Kristian Suni Høgnesen · 90' Bogi Isaksen                | (1:2) | | Sędzia: Petur Skarðenni (LÍF Leirvík) |

| 11 października 2000                                                      | KÍ IV Klaksvík                         | 1:2   | FS II Vágar                            |                                                              |
|                                                                           | Karl Marius Poulsen 30'                | (1:0) | 70' Andreas Jensen · 75' Hilmar Hansen | Djúpumýra, Klaksvík Sędzia: Jákup Martin Kjeld (NSÍ Runavík) |
| Karl Marius Poulsen 65' · Petur Hans Joensen 74' · Sonhard Johannesen 81' | 41' Jack Johansen · 47' Petur Niclasen | (1:0) |                                        | Djúpumýra, Klaksvík Sędzia: Jákup Martin Kjeld (NSÍ Runavík) |

FS II Vágar w wyniku meczów barażowych spadł do trzeciej ligi, jednak nie awansował również KÍ IV Klaksvík, ponieważ KÍ III Klaksvík już w niej występował.